# بلاغوي ماريانوفيتش
بلاغوي (موشا) ماريانوفيتش بالصربية : Благоје Марјановић (9 سبتمبر 1907 – 1 أكتوبر 1984) لاعب كرة قدم صربي راحل كان يجيد اللعب في مركز المهاجم كما مثل منتخب يوغوسلافيا في بطولة كأس العالم لكرة القدم 1930 التي أقيمت في الأوروغواي واستطاع تسجيل هدف واحد في مرمى منتخب بوليفيا  وكان وقتها يلعب لصالح نادي بي إس كيه بيوغراد .
بعد عودته إلى بلاده بعد مساهمته في وصول منتخب يوغوسلافيا إلى الدور النصف النهائي أصبح ماريانوفيتش برفقة زميله ألكساندر ترينانيتش أول لاعب في يوغوسلافيا يحصل على راتب قدره 1800 دينار يوغوسلافي شهريا.
بعد اعتزاله اللعب اتجه ماريانوفيتش إلى مهنة التدريب وقاد أندية أو إف كيه بيوغراد ، تورينو ، و كاتانيا .

## وصلات خارجية
- بلاغوي ماريانوفيتش على موقع الاتحاد الدولي (مؤرشف)  (الإنجليزية)
- بلاغوي ماريانوفيتش على موقع قاعدة بيانات كرة القدم.إي يو (الإنجليزية)
- بلاغوي ماريانوفيتش على موقع بيانات كرة القدم. دي إي (الألمانية)
- بلاغوي ماريانوفيتش على موقع ناشيونال فوتبول تيمز (الإنجليزية)
- بلاغوي ماريانوفيتش على موقع Soccerway.com (الإنجليزية)
- بلاغوي ماريانوفيتش على موقع عالم كرة القدم.نت (الإنجليزية)
- بلاغوي ماريانوفيتش على موقع أوليمبيديا (الإنجليزية)

- إحصائيات من موقع الاتحاد الدولي لكرة القدم
- هذا سيرة ذاتية في موقع الاتحاد الصربي لكرة القدم